# Miha Halzer
Miha Halzer, né le 13 avril 1985 et mort le 9 août 2023, est un coureur cycliste slovène, spécialiste de VTT et notamment de cross-country eliminator.

## Palmarès en VTT

### Championnats du monde
- Saalfelden-Leogang 2012
  -   Médaillé d'argent du cross-country eliminator

### Coupe du monde
- Coupe du monde de cross-country eliminator
  - 2014 : 4e du classement général, deux podiums
  - 2015 : 8e du classement général, vainqueur de la manche de Nove Mesto

### Championnats d'Europe
- Berne 2013
  -  Médaillé d'argent du cross-country eliminator

### Championnats de Slovénie
- 2014
  - 3e du cross-country